# 페테르스과일박쥐
페테르스과일박쥐(Cynopterus luzoniensis)는 큰박쥐과에 속하는 박쥐의 일종이다. 술라웨시섬과 필리핀 그리고 인근 제도에서 발견된다.